# Zadnia Zimna Turniczka
Zadnia Zimna Turniczka (słow. Zadný malý Oštep, niem. Hinterer Gantturm, węg. Hátsó Gánttorony) – turnia znajdująca się w masywie Rywocin w słowackich Tatrach Wysokich. Leży w Zimnowodzkiej Grani, którą Pośrednia Grań wysyła na południowy wschód. Jest przedostatnią turnią w tej grani. Od strony północno-zachodniej graniczy ze Skrajną Rywocińską Turnią, oddzieloną Zadnią Zimną Ławką, a od południowo-wschodniej – ze Skrajną Zimną Turniczką, oddzieloną Skrajną Zimną Ławką.
Północno-wschodnie stoki opadają z Zimnych Turniczek do Doliny Małej Zimnej Wody, południowo-zachodnie – do Doliny Staroleśnej. W górnej części turni znajdują się skałki, jednak całe stoki są pokryte kosodrzewiną i lasem, w którym rosną m.in. limby. Na wierzchołek Zadniej Zimnej Turniczki nie prowadzą żadne szlaki turystyczne. Dla taterników turnia jest łatwo osiągalna ze Skrajnej Zimnej Ławki.
Pierwszego wejścia na Zadnią Zimną Turniczkę dokonał Alfred Martin 21 lipca 1907 r.